# Jan Georg Schütte

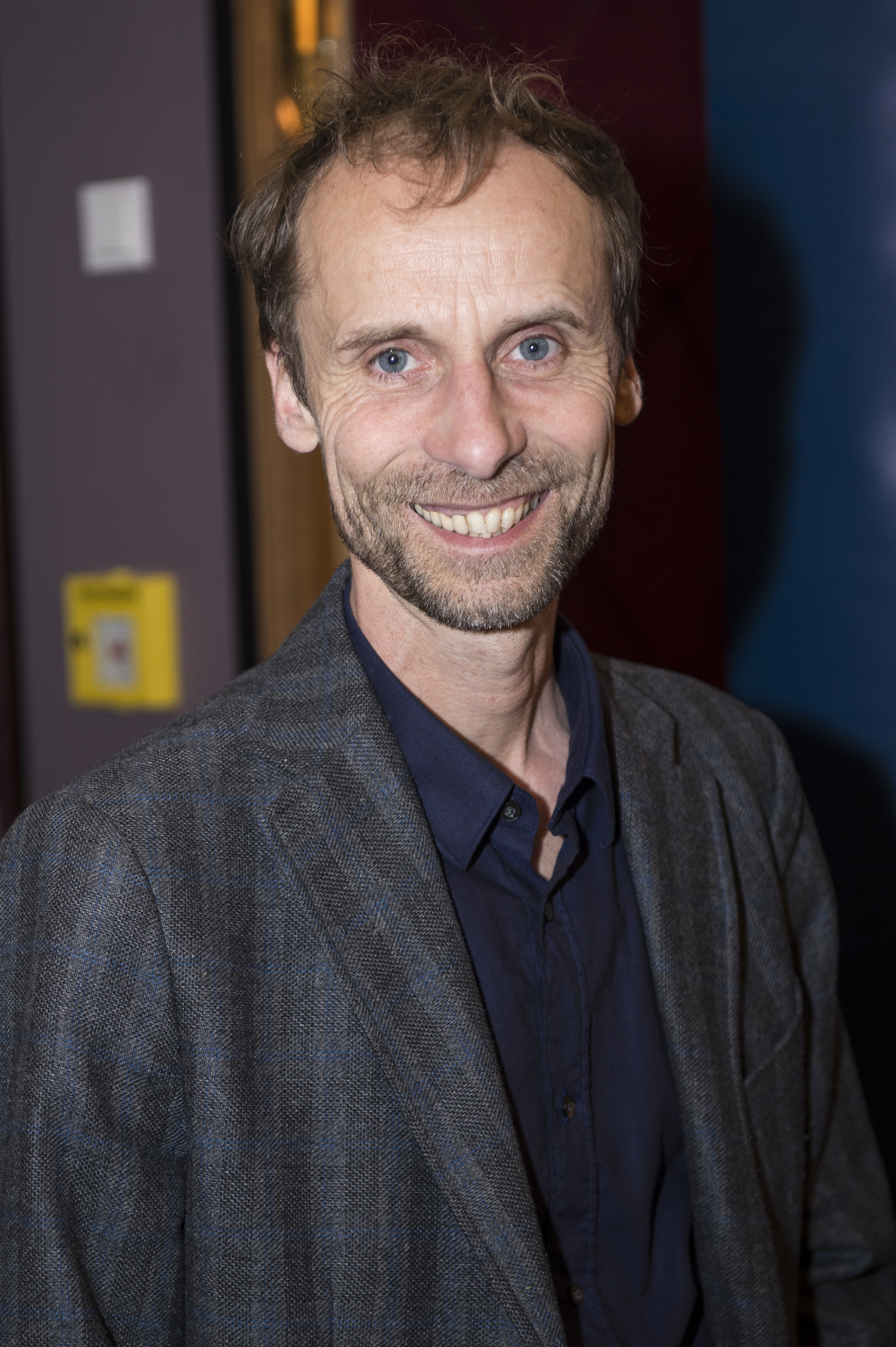
Jan Georg Schütte (2014)

Jan Georg Schütte (* 6. Dezember 1962 in Oldenburg) ist ein deutscher Schauspieler, Regisseur sowie Drehbuch- und Hörspielautor.

## Leben
Nach dem Abitur im Jahr 1982 ließ sich Jan Georg Schütte von 1984 bis 1988 in Hamburg und New York zum Schauspieler ausbilden. Bis 2008 hatte er Engagements am Schauspiel Köln, dem Hamburger Thalia Theater und dem Staatstheater Hannover. 2004 gastierte Schütte bei den Salzburger Festspielen. In Stücken wie Caligula, Liliom, Drei Schwestern oder Die Frau vom Meer arbeitete er mit bekannten Regisseuren, unter anderem Hans Michael Rehberg, Werner Schroeter, Jürgen Flimm und Johann Kresnik.
Sein Kameradebüt gab Schütte 1995 in einer Folge von Verbotene Liebe und dem Film Kommt Mausi raus?!. Seitdem arbeitet er umfangreich für Film und Fernsehen und war als Gastdarsteller in verschiedenen bekannten Serien und wiederholt in Tatort-Episoden zu sehen.
Neben seiner schauspielerischen Tätigkeit ist Jan Georg Schütte auch als Regisseur und Autor für Film und Hörfunk tätig. Dabei arbeitet er in der Regel ohne vorgefertigte Drehbücher, setzt dafür auf das Improvisationstalent der Schauspieler, wie in dem 2015 mit dem Grimme-Preis ausgezeichneten Spielfilm Altersglühen – Speed-Dating für Senioren oder 2019 in Klassentreffen. Ähnlich verfährt er im Hörfunk, wo Altersglühen bereits 2011 mit dem Hörspielpreis der ARD bedacht wurde.
Jan Georg Schütte ist seit dem Jahr 2000 freiberuflich tätig und lebt in der Gemeinde Seestermühe im Kreis Pinneberg.

## Filmografie

### Als Schauspieler (Auswahl)
- 1995: Verbotene Liebe (Fernsehserie, Folge 1x97)
- 1995: Kommt Mausi raus?!
- 1997: Stadtklinik (Fernsehserie, Folge Einsamkeit)
- 1998: Fünf-Uhr-Schatten
- 1999: Geschichten aus dem Wiener Wald
- 2002: Die Wache (Fernsehserie, Folge Alte Freunde)
- 2002: Medicopter 117 – Jedes Leben zählt (Fernsehserie, Folge No Risk No Fun)
- 2004: SK Kölsch (Fernsehserie, Folge Schmock)
- 2004: Ina & Leo (Fernsehserie, Folge Liebe deinen Nächsten)
- 2004: Doppelter Einsatz (Fernsehserie, Folge Harte Bandagen)
- 2006: K3 – Kripo Hamburg (Fernsehserie, Folge Ein anderer Mann)
- 2007: Freundschaft mit Herz (Fernsehserie, Folge Lauter Lügen)
- seit 2007: Tatort (Fernsehreihe)
  - 2007: Schwelbrand
  - 2008: Und tschüss
  - 2011: Borowski und der coole Hund
  - 2013: Mord auf Langeoog
  - 2020: Das Team
  - 2022: Tatort: Murot und das Gesetz des Karma
  - 2022: Tatort: Ein Freund, ein guter Freund
- 2008, 2015: Die Pfefferkörner (Fernsehserie, 2 Folgen)
- 2011: Polizeiruf 110: …und raus bist du! (Fernsehreihe)
- 2011: Küstenwache (Fernsehserie, Folge Der Fluch von Vineta)
- 2012: SOKO Wismar (Fernsehserie, Folge Tod eines Rettungsschwimmers)
- 2012–2017: Großstadtrevier (Fernsehserie, verschiedene Rollen, 3 Folgen)
- 2012: Der Dicke/Die Kanzlei (Fernsehserie, Folge Verlustgeschäfte)
- 2012: Mord mit Aussicht (Fernsehserie, Folge Und ewig singt das Blaukehlchen)
- 2013: Arnes Nachlass
- 2013: Heiter bis tödlich: Morden im Norden (Fernsehserie, Folge Zahr und Zimmermann)
- 2014: Stubbe – Von Fall zu Fall: Der König ist tot (Fernsehreihe)
- 2014: Stromberg – Der Film
- seit 2014: Kommissar Dupin (Fernsehreihe)
  - 2014: Bretonische Verhältnisse
  - 2014: Bretonische Brandung
  - 2015: Bretonisches Gold
  - 2017: Bretonischer Stolz
  - 2017: Bretonische Flut
  - 2018: Bretonisches Leuchten
  - 2019: Bretonische Geheimnisse
  - 2020: Bretonisches Vermächtnis
  - 2021: Bretonische Spezialitäten
  - 2022: Bretonische Idylle
  - 2023: Bretonische Nächte
  - 2024: Bretonischer Ruhm
- 2014: Altersglühen – Speed Dating für Senioren
- 2015: Das Romeo-Prinzip
- 2015: Unter der Haut
- 2015: Komm schon!
- 2016: Der Tatortreiniger (Fernsehserie, Folge Freunde)
- 2016: Nachtschicht – Der letzte Job (Fernsehreihe)
- 2016: Unter anderen Umständen: Tod eines Stalkers (Fernsehreihe)
- 2016: Der letzte Cowboy (Miniserie)
- 2017: 4 Blocks (Fernsehserie)
- 2017: Jerks. (Fernsehserie, Folge Der Junggesellenabschied)
- 2017: Vadder, Kutter, Sohn (Fernsehfilm)
- 2018: Notruf Hafenkante (Fernsehserie, Folge Letzter Schritt)
- 2018: Der Tatortreiniger (Fernsehserie, Folge Rebellen)
- 2019: Babylon Berlin
- 2019: Klassentreffen
- 2019–2021: Check Check
- 2020 Joko & Klaas gegen ProSieben (Anmoderation in Folge 17)
- 2021: Für immer Sommer 90
- 2021: Kranitz – Bei Trennung Geld zurück
- 2022: Mittagsstunde
- 2023: Asbest (Serie)
- 2024: Crooks (Fernsehserie)
- 2024: Micha denkt groß

### Als Regisseur und Autor
- 2006: Swinger Club
- 2008: Die Glücklichen
- 2010: Koffie to Go (3-teilige Serie)
- 2012: Leg ihn um! – Ein Familienfilm
- 2014: Altersglühen – Speed Dating für Senioren
- 2016: Wellness für Paare
- 2019: Klassentreffen
- 2020: Tatort: Das Team
- 2021: Für immer Sommer 90
- 2021: Kranitz – Bei Trennung Geld zurück
- 2022: Das Begräbnis
- 2023: Das Fest der Liebe
- 2024: Micha denkt groß

## Hörspiele
- 2010: Seitenspringer, Regie: der Autor, Komposition: Arvild J. Baud (NDR)
- 2011: Altersglühen oder Speed-Dating für Senioren, Regie: der Autor, Komposition: Johannes Huth (NDR)
- 2012: Der Alltag des Herrn Held, Co-Autor und -Regisseur: Wolfgang Seesko, Komposition: Andreas Bick (NDR)
- 2013: Taxi – 21 Fahrten durch Berlin, Kurzhörspielserie, Regie: der Autor (RBB)
- 2014: Mutter und Sohn Live-Improvisationshörspiel, Regie: der Autor (NDR/SWR)
- 2017: Paartherapeut Klaus Kranitz – Bei Trennung Geld zurück, 3-teilige Serie, Co-Autor und -Regisseur: Wolfgang Seesko (RB)
- 2018: Paartherapeut Klaus Kranitz – Bei Trennung Geld zurück, (2. Staffel) 3-teilige Serie, Co-Autor und -Regisseur: Wolfgang Seesko (RB)

### Hörspielarbeit als Sprecher
- 2014: Die Entfernung der Amygdala von Markus Orths, Regie: Silke Hildebrandt (SWR)
- 2014: Wunschsendung von Elisabeth Burchhardt, Regie: Christiane Ohaus (NDR)
- 2015: Düsse Petersens (Folge 15: Seelenverwandt) von Hugo Rendler, Regie: Hans Helge Ott (RB/NDR)

## Auszeichnungen
- 2006: Filmkunstpreis beim Festival des deutschen Films für Swinger Club
- 2008: Bester Film beim Filmfest Schleswig-Holstein für Die Glücklichen
- 2011: Hörspielpreis der ARD für Altersglühen
- 2012: Nominierung zum Hörspielpreis der Kriegsblinden für Altersglühen
- 2014: Nominierung sowie Sonderpreis Idee und Konzept beim Fernsehfilmfestival Baden-Baden für Altersglühen
- 2015: Grimme-Preis für Altersglühen
- 2015: Preis der Saarland Medien GmbH des Günter Rohrbach Filmpreis für Altersglühen – Speed Dating für Senioren
- 2018: Hörspiel des Monats September für Paartherapeut Klaus Kranitz – Bei Trennung Geld zurück (zusammen mit Wolfgang Seesko)